# Лучанська волость (Брацлавський повіт)
Лучанська волость — історична адміністративно-територіальна одиниця Брацлавського повіту Подільської губернії з центром у селі Лука.
Станом на 1885 рік складалася з 25 поселень, 24 сільських громад. Населення — 13 757 осіб (6675 чоловічої статі та 7082 — жіночої), 1869 дворових господарств.
|                     | Площа, десятин | У тому числі орної, дес. |
| ------------------- | -------------- | ------------------------ |
| Сільських громад    | 11813          | 8573                     |
| Приватної власності | 15065          | 8940                     |
| Іншої власності     | 2707           | 1310                     |
| Загалом             | 29585          | 18823                    |

Основні поселення волості:
- Лука (Цепилівка) — колишнє власницьке село за 29 верст від повітового міста, 903 особи, 148 дворових господарств, православна церква, постоялий будинок. За 7 верст — пивоварний завод із водяним млином.
- Вороновиця — колишнє власницьке містечко, 600 осіб, 95 дворових господарств, православна церква, костел, синагога, школа, поштова станція, 5 постоялих дворів, 7 постоялих будинків, 2 лавки, винокурний завод, 2 водяних млини, базари по неділях.
- Ганщина — колишнє власницьке село, 591 особа, 101 дворове господарство, православна церква, постоялий будинок, водяний млин.
- Дубовець — колишнє власницьке село, 300 осіб, 58 дворових господарств, православна церква, постоялий будинок.
- Жахнівка — колишнє власницьке село, 659 осіб, 95 дворових господарств, православна церква, школа, постоялий будинок.
- Дзвониха — колишнє власницьке село при річці Буг, 811 осіб, 133 дворових господарства, православна церква, школа, постоялий будинок, винокурний завод.
- Івонівці — колишнє власницьке село при річці Буг, 652 особи, 97 дворових господарств, православна церква, школа, постоялий будинок, 2 млини.
- Комарів — колишнє власницьке село, 875 осіб, 143 дворових господарства, православна церква, постоялий двір, постоялий будинок, кузня.
- Латанці — колишнє власницьке село, 544 особи, 80 дворових господарств, православна церква, постоялий будинок.
- Никифорівці — колишнє власницьке село при річці Буг, 547 осіб, 90 дворових господарства, постоялий будинок.
- Онитківці — колишнє власницьке село при річці Буг, 496 осіб, 82 дворових господарства, православна церква, школа, постоялий будинок.
- Потуш — колишнє власницьке село при річці Буг, 284 особи, 47 дворових господарства, молитовний будинок, постоялий будинок, водяний млин.
- Селище (Березівка) — колишнє власницьке село при річці Буг, 531 особа, 103 дворових господарства, православна церква, 2 постоялих будинки.
- Соколинці — колишнє власницьке село, 267 осіб, 50 дворових господарств, православна церква, постоялий будинок.
- Стрільчинці — колишнє власницьке село при річці Буг, 787 осіб, 124 дворових господарства, православна церква, школа, постоялий будинок, водяний млин.
- Тростянець — колишнє власницьке село при річках Лапинська й Рощіха, 702 особи, 104 дворових господарств, православна церква, 2 постоялих будинки, 2 водяних млини.
- Шендерів — колишнє власницьке село при річці Батіг, 233 особи, 45 дворових господарств, православна церква, школа, постоялий будинок, водяний млин.